# Dragon Ball GT – Goku öröksége
A Dragon Ball GT – Goku öröksége (悟空外伝! 勇気の証しは四星球; Gokú Gaiden! Júki no akasi va szúsincsú; Hepburn: Gokū Gaiden! Yūki no akashi wa sūshinchū) a Dragon Ball GT televíziós különkiadása, amit Japánban 1997. március 26-án mutattak be.
Az Egyesült Államokban 2004. november 16-án jelent meg DVD-n. Magyarországi premierje 2012. május 8-án volt az Animaxen.
| Szereplő                 | Japán hang       | Angol hang         | Magyar hang         |
| ------------------------ | ---------------- | ------------------ | ------------------- |
| Son Goku Jr.             | Nozava Maszako   | Stephanie Nadolny  | Lippai László       |
| Son Goku                 | Nozava Maszako   | Sean Schemmel      | Lippai László       |
| Pan                      | Minagucsi Juko   | Elise Baughman     | Orosz Anna          |
| Szörnyek királya (Jómaó) | Ótomo Rjúzaburó  | Brice Armstrong    | Barabás Kiss Zoltán |
| Pakku                    | Furuja Tóru      | Adrian Cook        | Fekete Zoltán       |
| Mamba                    | Itó Miki         | Amber Cotton       | Kelemen Kata        |
| Szusa/Gettó              | Aomori Sin       | Peter Mayhew       | Faragó András       |
| Rakkaru                  | Szogabe Kazujuki | Christopher Sabat  | Jantyik Csaba       |
| Medvebocs                |                  | Christopher Bevins |                     |
| Anyamedve                |                  | Shane Ray          |                     |
| Orvos                    |                  | Brice Armstrong    | Izsóf Vilmos        |
| Kamionsofőr              |                  | Bradford Jackson   |                     |
| Zöld pólós diák          |                  |                    | Czető Ádám          |
| Rózsaszín pólós diák     |                  |                    | Czető Roland        |
| Elbeszélő                | Janami Dzsódzsi  | Andrew Chandler    | Endrédi Máté        |